# Beuningen
Beuningen es un municipio y una localidad de la Provincia de Güeldres de los Países Bajos.

## Galería

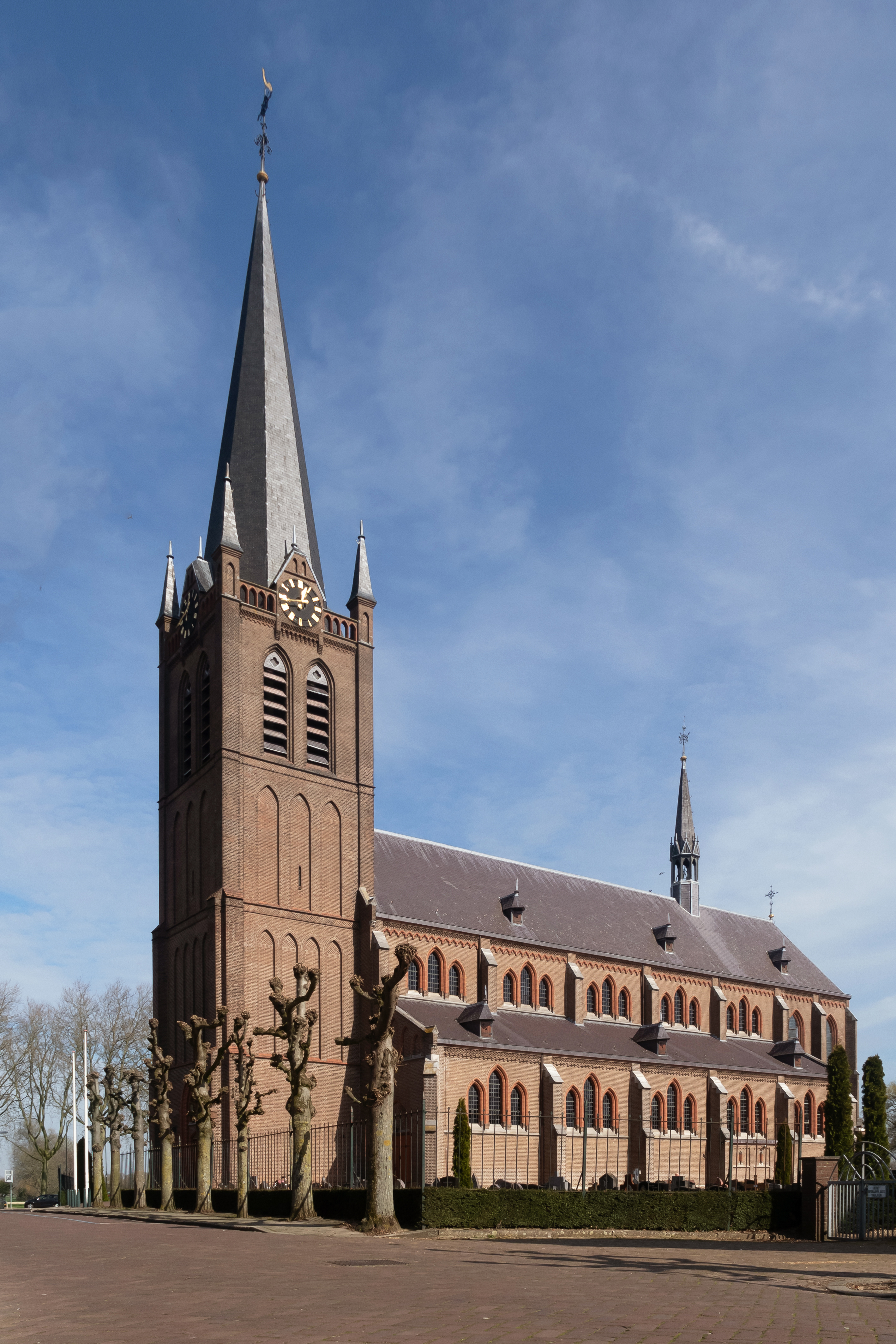
Beuningen, la iglesia: la Corneliuskerk
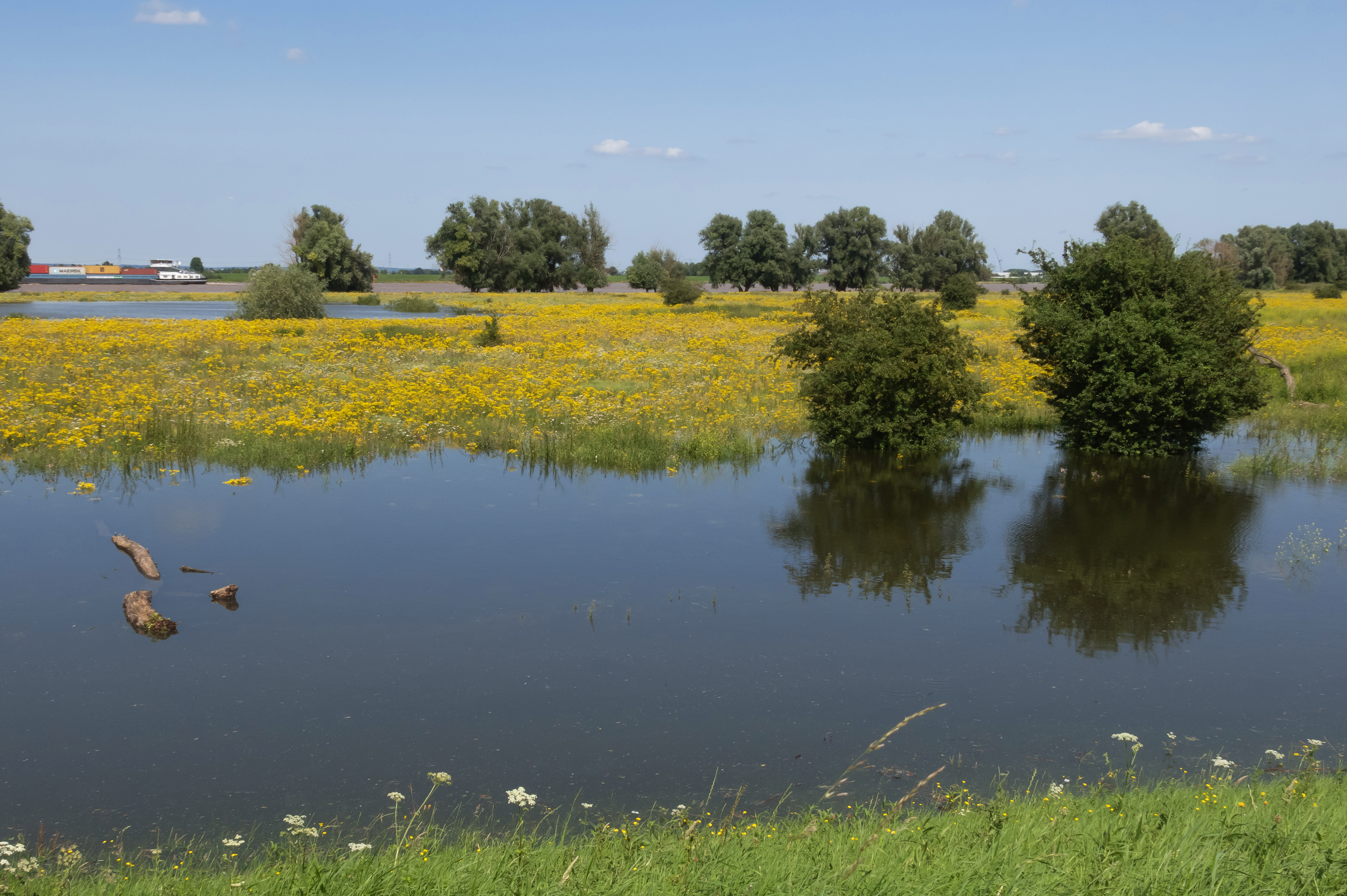
Los Beuningse Uiterwaarden durante pleamar en el Waal
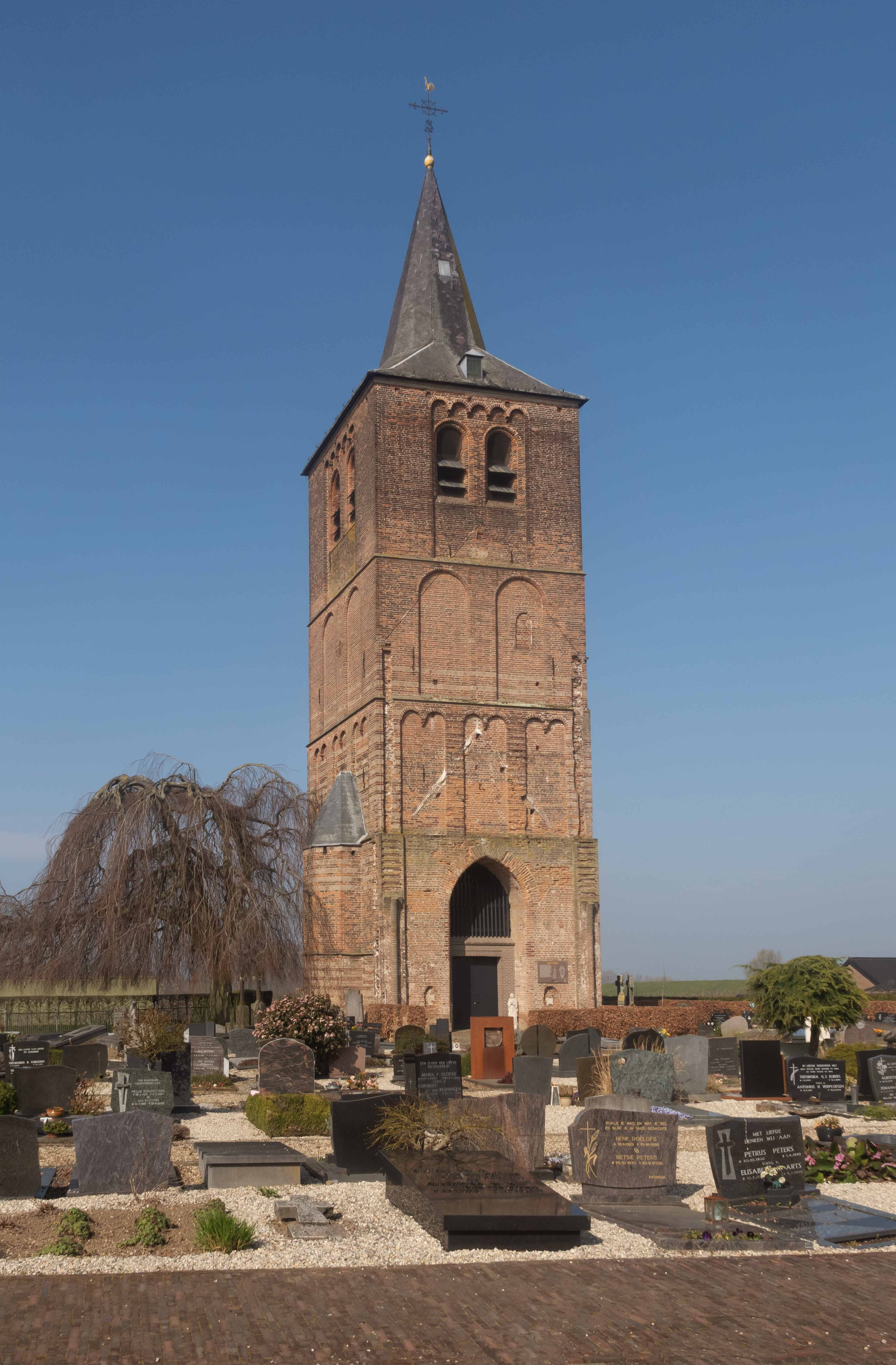
Winssen, el torre de la iglesia parroquial medieval
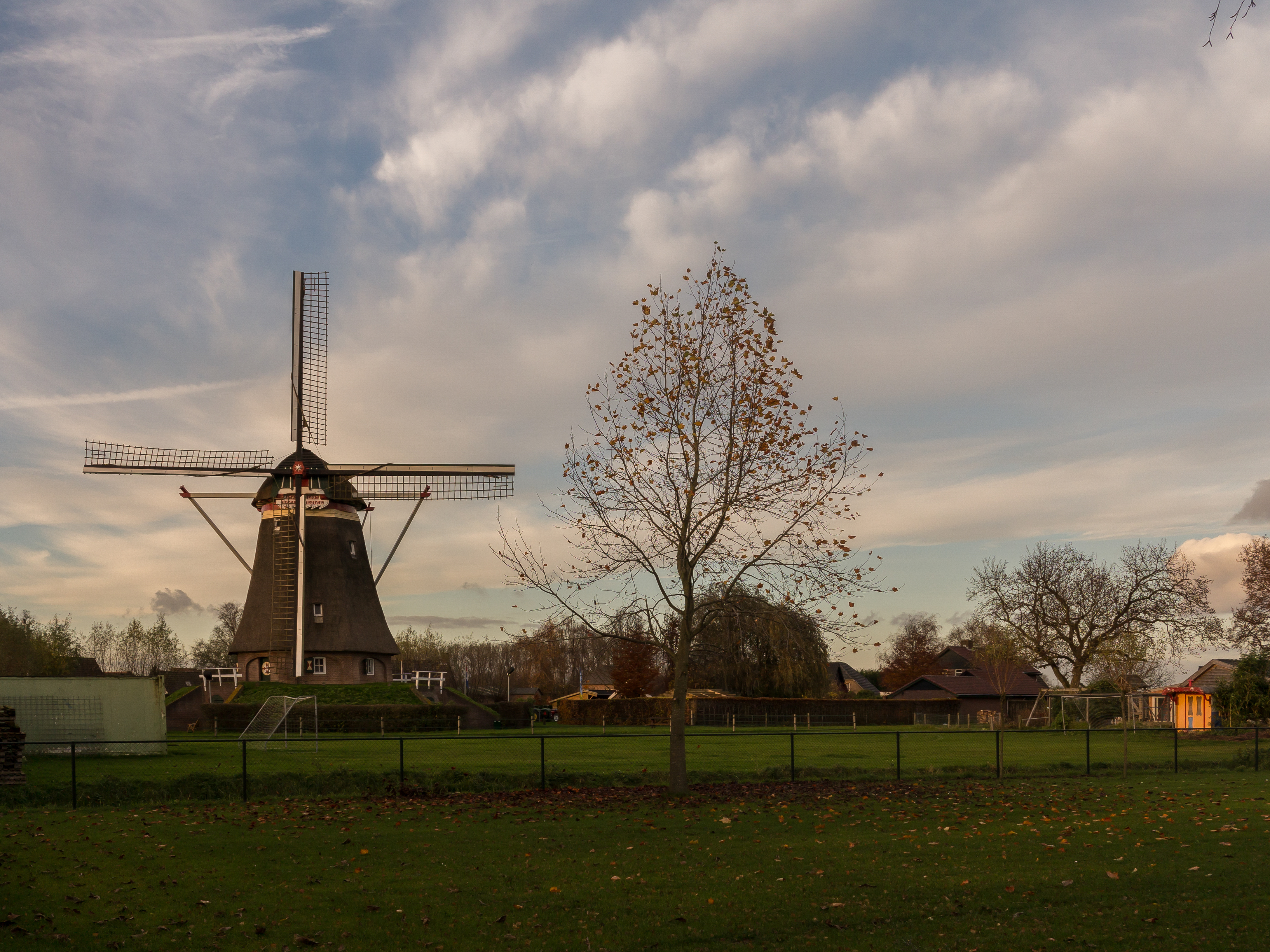
Winssen, el molino: el Beatrixmolen
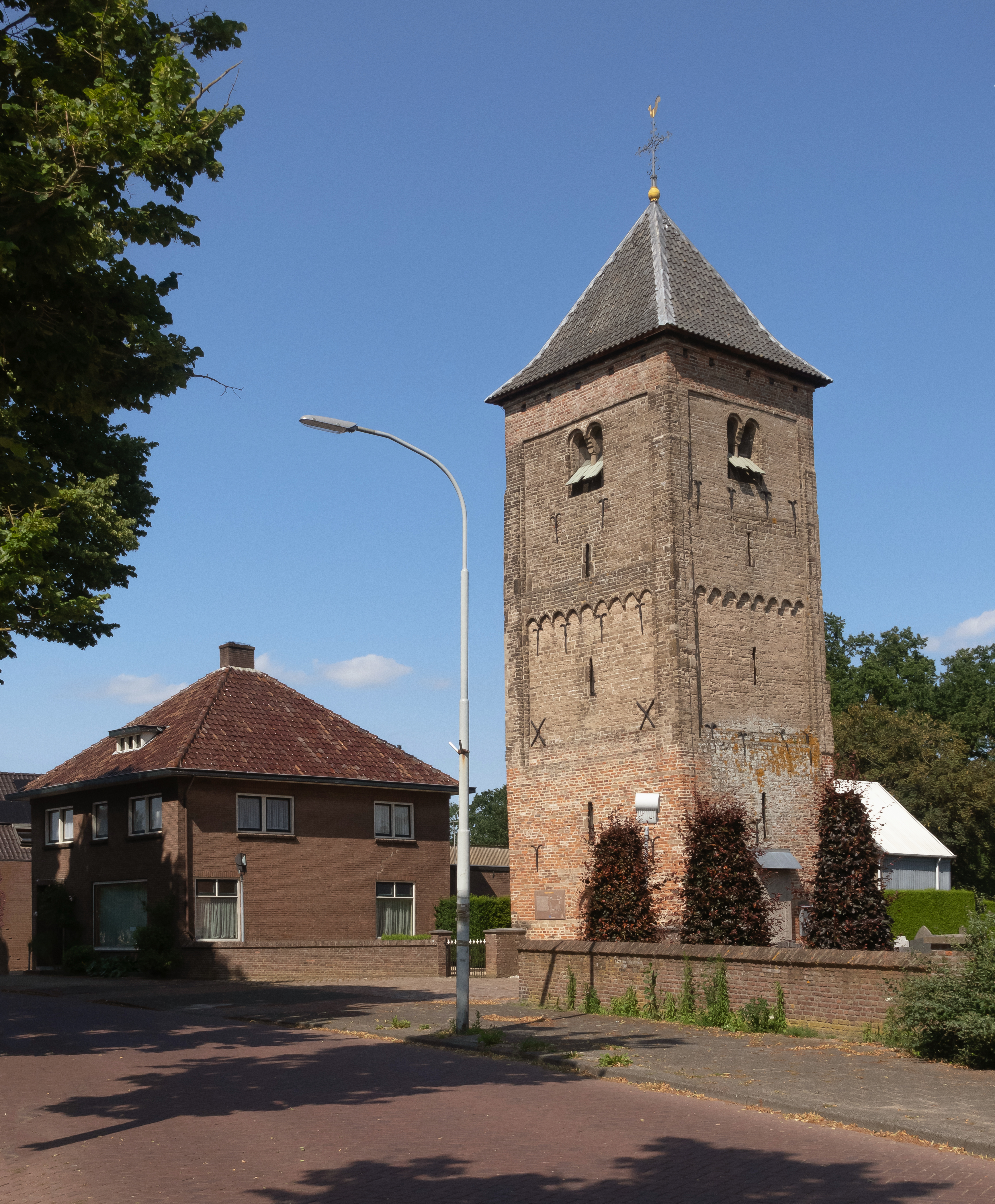
Ewijk, la torre:la de Oude Toren